# Nebsent
Nebsent je bila drevna Egipćanka, a živjela je u Egiptu u vrijeme 2. i 3. dinastije.

## Biografija
Nebsent je bila žena pisara i suca Anubisemoneka, te je s njim bila majka Mečena, koji ne samo da je bio pisar i sudac poput oca, već je dosegao i najviše moguće počasti u ono doba, postavši blizak samom faraonu Džozeru. 
Nebsent je sastavila oporuku u kojoj je svoj posjed predala svom sinu u nasljedstvo. To bi moglo značiti da je nadživjela svog muža.